# Кулуакан
Кулуакан, Колуакан (науатль Cōlhuàcān) — стародавнє місто-держава у долині Мехіко. Традиційно вважається, що його заснував у IX ст. тольтекський ватажок Мішкоатль. Володарі Кулуакана першими прийняли титул тлатоані.